# Мёдович, Альфред
Альфред Виктор Мёдо́вич (пол. Alfred Wiktor Miodowicz; 28 июня 1929, Познань — 17 сентября 2021) — польский профсоюзный деятель и политик, руководитель официальных профсоюзов ПНР. Член политбюро ЦК ПОРП в 1986—1990. Сыграл заметную и противоречивую роль в процессе общественно-политической трансформации 1988—1989.

## Карьера в официальных профсоюзах
Родился в семье чиновника «санационного» режима. В детстве воспитывался на идеях антикоммунизма. Однако после Второй мировой войны под влиянием новой государственной власти проникся коммунистической идеологией. В 1947 Альфред Мёдович вступил в Союз борьбы молодых (к тому времени эта организация превратилась из антинацистского подполья в огосударствлённую прокоммунистическую силовую структуру).
С 1952 года — член Союза польской молодёжи (по типу польского комсомола). Поступил на работу на металлургический завод имени Ленина в Кракове, стал профсоюзным функционером. В 1959 году вступил в ПОРП.
После фактического паралича официальных профсоюзов ПНР летом 1980 года, партийно-государственное руководство приняло меры к переформированию контролируемого профсоюзного движения. В 1983 году Альфред Мёдович возглавил Федерацию профсоюзов металлургической промышленности (занимал этот пост до 1987 года). В ноябре 1984 года под эгидой властей было создано Всепольское соглашение профсоюзов (ВСПС), председателем которого стал Мёдович. Однако эти профсоюзы не вызывали никакого энтузиазма, не пользовались популярностью и комплектовались в полупринудительном порядке.
В 1985—1986 годах Мёдович — председатель комиссии по проверке жалоб населения при ЦК ПОРП. В 1985—1986 годах — член Госсовета ПНР, в 1985—1989 годах — депутат сейма. В 1986 году был кооптирован в ЦК и политбюро, курировал ВСПС.

## Политический поворот 1988
Весной — летом 1988 года Польшу вновь охватили массовые забастовки и манифестации. Явочным порядком началась релегализация «Солидарности». Альфред Мёдович первоначально занял жёсткую позицию, не только в силу коммунистических взглядов, но и сильно опасаясь межпрофсоюзной конкуренции. Однако он довольно быстро сориентировался и, к удивлению партийных руководителей, стал выступать за ускоренные политические реформы, многопартийные парламентские выборы, полную свободу слова и печати. При этом он даже искал поддержки в горбачёвском руководстве СССР. Одно время Мёдович рассчитывал добиться для ВСПС статуса самостоятельного участника Круглого стола, но этого не удалось (весной 1989 года Мёдович участвовал в Круглом столе как представитель партийно-правительственной стороны).
30 ноября 1988 года Мёдович участвовал в теледебатах с Лехом Валенсой. Отстаивая позиции ПОРП и правительства, он потерпел полное поражение в полемике.
На выборах 1989 года Альфред Мёдович выдвигался в сейм по «национальному списку» ПОРП (в который входили, в частности, такие деятели как Чеслав Кищак и Флориан Сивицкий). Как и почти все кандидаты списка, Мёдович потерпел сокрушительное поражение и не был избран в парламент.

## В Третьей Речи Посполитой
В 1990 году Мёдович пытался организовать на основе ВСПС протестное движение против правительства Мазовецкого - Бальцеровича. Он лично участвовал в уличных демонстрациях. Однако, несмотря на тяжёлые социальные последствия «шоковой терапии», антиправительственные выступления первых месяцев реформы не приняли широких масштабов.
В 1991 году Мёдович оставил пост председателя ВСПС. В 1992—1995 годах возглавлял посткоммунистическую левую партию «Движение трудящихся». Большого политического влияния партия не добилась, влившись в СДЛС. После 1995 года Мёдович отошёл от политики.

## Гибель дочери и сына
Личная жизнь Альфреда Мёдовича сложилась трагично. 10 августа 1986 года в катастрофе на Чогори погибла его дочь Доброслава Мёдович-Вольф, известная спортсменка-альпинистка.
Константин Мёдович, сын, был активистом демократической оппозиции, членом Независимого союза студентов, соратником Яна Рокиты. В Третьей Речи Посполитой он служил в МВД и Управлении охраны государства. Состоял в совете Фонда «Институт Леха Валенсы». Был депутатом сейма от Избирательной акции «Солидарность», христианских демократов и Гражданской платформы, участвовал в расследовании криминально-коррупционных скандалов, связанных с посткоммунистическими деятелями. Таким образом, отец и сын Мёдовичи являлись политическими противниками.
1 мая 2013 года Константин Мёдович получил тяжёлую бытовую травму, длительное время провёл в коме и скончался 23 августа того же года.